# ویوی لویک
ویوی لویک (استونیایی: Viivi Luik؛ زادهٔ ۶ نوامبر ۱۹۴۶) شاعر و نویسنده اهل استونی است.
وی در سال ۱۹۷۰ به عضویت انجمن نویسندگان استونی درآمد و در سال ۱۹۷۴ با یاک یوئروت نویسنده استونیایی که بعدها به عنوان دیپلمات مشغول به کار شد ازدواج کرد. وی آثار زیادی از خود منتشر کرده‌است.